# PPSSPP
PPSSPP("PlayStation Portable Simulator Suitable for Playing Portably")는 자유-오픈 소스 소프트웨어 PSP 에뮬레이터의 하나로, 윈도우, macOS, 리눅스, iOS, 안드로이드, 블랙베리 10, 심비안 OS에서 동작하며 속도와 이식성에 큰 초점을 두고 있다. 2012년 11월 1일 처음 대중에게 공개되었으며 GNU 일반 공중 사용 허가서 이상으로 라이선스되고 있다. PPSSPP 프로젝트는 돌핀 에뮬레이터의 공동 창립자 중 한 명인 Henrik Rydgard가 개발하였다.

## 기능과 개발
PPSSPP는 상태 저장, 동적 리컴파일(JIT)을 지원하며 무선 애드혹 네트워크를 기초 단계에서 지원한다. PSP 멀티미디어 데이터를 디코딩하기 위해 PPSSPP는 FFmpeg 소프트웨어 라이브러리를 사용하며 PSP에 쓰이는 소니의 사유 ATRAC3plus 오디오 포맷의 관리를 강화한다. PPSSPP는 PSP에서 제공하는 기능 이상의 그래픽 기능을 제공하는데, 이를테면 더 높은 화면 해상도, 앤티에일리어싱, 이미지 스케일링, 셰이더 지원, 선형 및 비등방성 필터링을 들 수 있다.
모바일 기기를 위한 PPSSPP의 포팅은 각 플랫폼에 특화된 추가 기능들을 제공하는데, 이를테면 안드로이드를 위한 이머시브 모드(immersive mode)라든지, 심비안 OS 기기 내의 멀티미디어 버튼 지원, 또 사각형 화면을 지원하기 위한 블랙베리 10의 화면 늘리기 기능을 들 수 있다. 모바일 기기를 위한 PPSSPP의 모든 포팅은 가속도계, 키보드, 게임패드를 입력 장치로 지원한다.

## 호환성
900개 이상의 게임을 플레이할 수 있으며 추가적으로 116개의 게임이 게임 상태 중 일부 프레임으로 로드할 수 있다. 47개 게임만이 메인 메뉴나 소개 시퀀스로 넘어갈 수 있다.